# Where We Are
Where We Are е деветият студиен албум на ирландката група „Уестлайф“, издаден през ноември 2009. Албумът достига второ място както във Великобритания, така и в Ирландия. Продаден е в общо 600 хиляди копия и получава два пъти платинена сертификация. Издаден е един единствен сингъл What About Now.

## Списък с песните

### Оригинален траклист
1. What About Now – 4:11
2. How to Break a Heart – 4:04
3. Leaving – 3:57
4. Shadows – 4:01
5. Talk Me Down – 4:01
6. Where We Are – 3:57
7. The Difference – 3:30
8. As Love Is My Witness – 4:07
9. Another World – 3:16
10. No More Heroes – 3:58
11. Sound of a Broken Heart – 3:51
12. Reach Out – 3:56
13. I'll See You Again – 5:17

### Японско издание
1. You Raise Me Up (на живо от Croke Park) – 5:00